# Слава (София)
Вижте пояснителната страница за други значения на Слава.
Слава е несъществуващ български футболен клуб от София.

## История
Слава е основан през 1916 година. Отборът е бил от района на ул."Цар Иван Асен II” в посока от Орлов Мост към Ситняково където е бил и стадионът му. През декември 1921 г. се обединява с Офицерски спортен клуб (София) под името ОСК Слава. Слава участва в първите организирани футболни срещи на територията на София през 1922, както и през следващата 1923, когато има разцепление и столичните клубове са разделени на Софийска спортна лига и Софийски спортен съюз, в който участва Слава. През 1923 се обединява със Атлетик под името АС-23. Най-известния футболист на отбора е Любомир Ангелов-Старото.